# Saburductace do Sacastão
Saburductace (em grego clássico: Σαβουρδουκτακ(η); romaniz.: Sabourdouktak(e); em persa médio: šhpwhrdwhtk<y>, Šābuhrdux-tag; em parta: šhypwhrdwht’k‘, Šābuhrduxtag lit. "Filha de Sapor") foi rainha sassânida do final do século III e começo do IV, esposa do xá Narses I (r. 293–302).

## Vida
Saburductace era filha do xá Sapor I (r. 240–270). É citada na inscrição Feitos do Divino Sapor de seu pai escrita ca. 262. Era irmã e esposa de Narses I (r. 293–302). Seu casamento ocorreu no tempo que Narses era xá do Sacastão e por esse motivo recebeu o título de "rainha dos sacas" (Sagān bānbišn).